# Pissenlit gracile
Taraxacum erythrospermum
Pour les nombreuses plantes portant le nom vernaculaire de pissenlit, voir Pissenlit.
Espèce
Le pissenlit gracile ou pissenlit à feuilles lisses (Taraxacum erythrospermum) est une espèce de plante à fleurs du genre Taraxacum que l'on trouve essentiellement en Amérique du Nord et dans le nord de l'Europe.

## Description
Cette espèce de pissenlit est une plante herbacée qui se caractérise par la couleur brun rougeâtre de ses graines ainsi que par ses feuilles qui ont des lobes triangulaires proches de ceux de Sonchus oleraceus.